# لملودة
لملودة قرية في ليبيا تقع على بعد 50 كم شرق مدينة البيضاء كيلومتر و 40 كم غرب مدينة درنة. تبلغ مساحتها أكثر من 100 هكتار، وهي أراضٍ زراعية.
لملودة تقع على تقاطع مجموعة من الطرق في شمال برقة:
- ترتبط مع المرج بطريقين، الطريق الشمالي (الذي يمر عبر البيضاء) هو جزء من الطريق الساحلي الليبي؛ أما الطريق الجنوبي (المار ببلدة مراوة) فطوله حوالي 143 كم.
- ترتبط مع مرتوبة بطريقين، الطريق الشمالي (الذي يمر عبر درنة) هو جزء من الطريق الساحلي الليبي؛ أما الطريق الجنوبي فهو الطريق الصحراوي.